# Броніславув-Малий
Броніславув-Малий (пол. Bronisławów Mały) — село в Польщі, у гміні Серокомля Луківського повіту Люблінського воєводства.
Населення — 36 осіб (2011).
У 1975-1998 роках село належало до Седлецького воєводства.

## Демографія
Демографічна структура станом на 31 березня 2011 року:
|          | Загалом | Допрацездатний вік | Працездатний вік | Постпрацездатний вік |
| -------- | ------- | ------------------ | ---------------- | -------------------- |
| Чоловіки | 20      | 5                  | 11               | 4                    |
| Жінки    | 16      | 4                  | 6                | 6                    |
| Разом    | 36      | 9                  | 17               | 10                   |